# Villa Ascasubi
Villa Ascasubi es una localidad del departamento Tercero Arriba, en el centro sur de la provincia de Córdoba, Argentina.Se ubica 110 km de la capital provincial y a 43 km de la ciudad de Oncativo, sobre la ruta provincial E79.

## Historia
El territorio fue sede merced de tierras y encomienda de indios otorgada en 1585 por Jerónimo Luis de Cabrera, fundador de Córdoba, a uno de sus capitanes, Juan Francisco Rodríguez Juárez. La misma concentró a la población nativa, probablemente de origen comechingón, la cual estaba obligada a prestar servicio al encomendero, en torno a un modesto oratorio ubicado en la margen derecha del río Tercero o Ctalamochita. Este oratorio fue conocido desde entonces y hasta finales del siglo XIX como Capilla de Rodríguez.

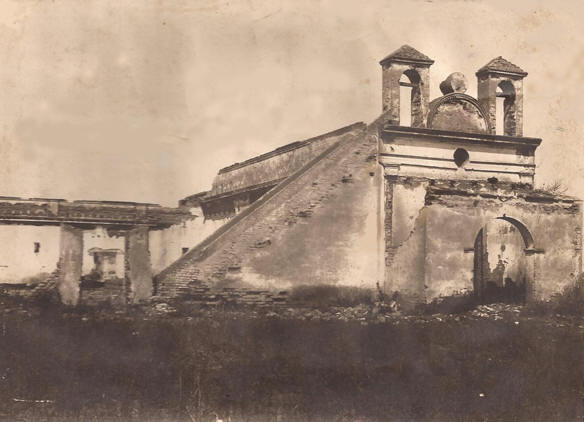
Única imagen que se conserva de la antigua Capilla de Rodríguez, núcleo poblacional de Villa Ascasubi. Principios del.

Según el historiador Raymundo Chaulot, en las proximidades de esas tierras se creó, en 1628, la aduana seca de Córdoba, más precisamente en el paso Coronado de Pampayasta, sobre el río Tercero. La misma gravaba las mercaderías introducidas desde Buenos Aires y se trasladó a Jujuy en 1696. Otros historiadores, sin embargo, colocan la aduana seca en Punilla, cerca de la actual Carlos Paz.
El territorio era parte de la frontera entre la Gobernación de Córdoba del Tucumán y los pueblos nómades de la Pampa, los het, quienes resistían el avance español por medio de malones. La primera mención del oratorio, en 1662, indica que había sido destruido en uno de estos ataques.
En 1728, el obispo de Córdoba, José de Sarricolea y Olea, autorizó la reconstrucción, de la capilla de Rodríguez, designando a la Inmaculada Concepción como su patrona. Propietario de la misma era  Juan Francisco Rodríguez y el territorio a su cargo comprendía desde el camino de las tropas a Mendoza y Chile hasta la actual Villa María, 18 leguas sobre la costa del río Tercero.
En torno de la capilla, en 1805, el misionero presbítero Benito Lascano logró afincar a unas cincuenta familias de indígenas conversos, provenientes de las tolderías pampeanas, junto a los cuales se establecieron otros pobladores criollos y mestizos. Comenzó entonces la cría de ganado y el cultivo de la tierra.
La capilla, ubicada en el camino del Río Tercero, una rama secundaria del Camino Real, que unía el Alto Perú con el Litoral, era una avanzada cultural criolla y, al mismo tiempo, una pequeña fortaleza contra las incursiones indígenas, en especial desde el siglo XVIII, cuando los het asumieron rasgos del complejo cultural mapuche y se convirtieron en ranculche.
Después de la independencia y la organización nacional, con los auspicios del estado provincial, se establecieron inmigrantes de origen europeo y en 1889 se realizó la traza del poblado, a cargo del ingeniero Fernández Ponce, y el 25 de septiembre de ese año la Capilla pasó a tener la categoría de Villa. Los terrenos fueron donados por Doroteo Agüero, Antonio Branca y Facundo Ortiz. Fue llamada Ascasubi en homenaje al poeta costumbrista Hilario Ascasubi, quien aparentemente había elogiado al gobernador Marcos Juárez, pero no tenía vínculos especiales con la zona.
La Capilla de Rodríguez, centro de la región, cayó en ruinas a finales del siglo XIX. El área habitada se trasladó a los terrenos del nuevo pueblo movimiento que se consolidó cuando se inauguró la iglesia parroquial en1898.
La traza del ferrocarril entre Rosario y Córdoba no siguió el antiguo camino real, cuyas márgenes eran tierras de labranza ocupadas, por lo cual Villa Ascasubi quedó aislada. Una situación similar tuvo lugar cuando la ruta 9 tampoco pasó por el poblado. 

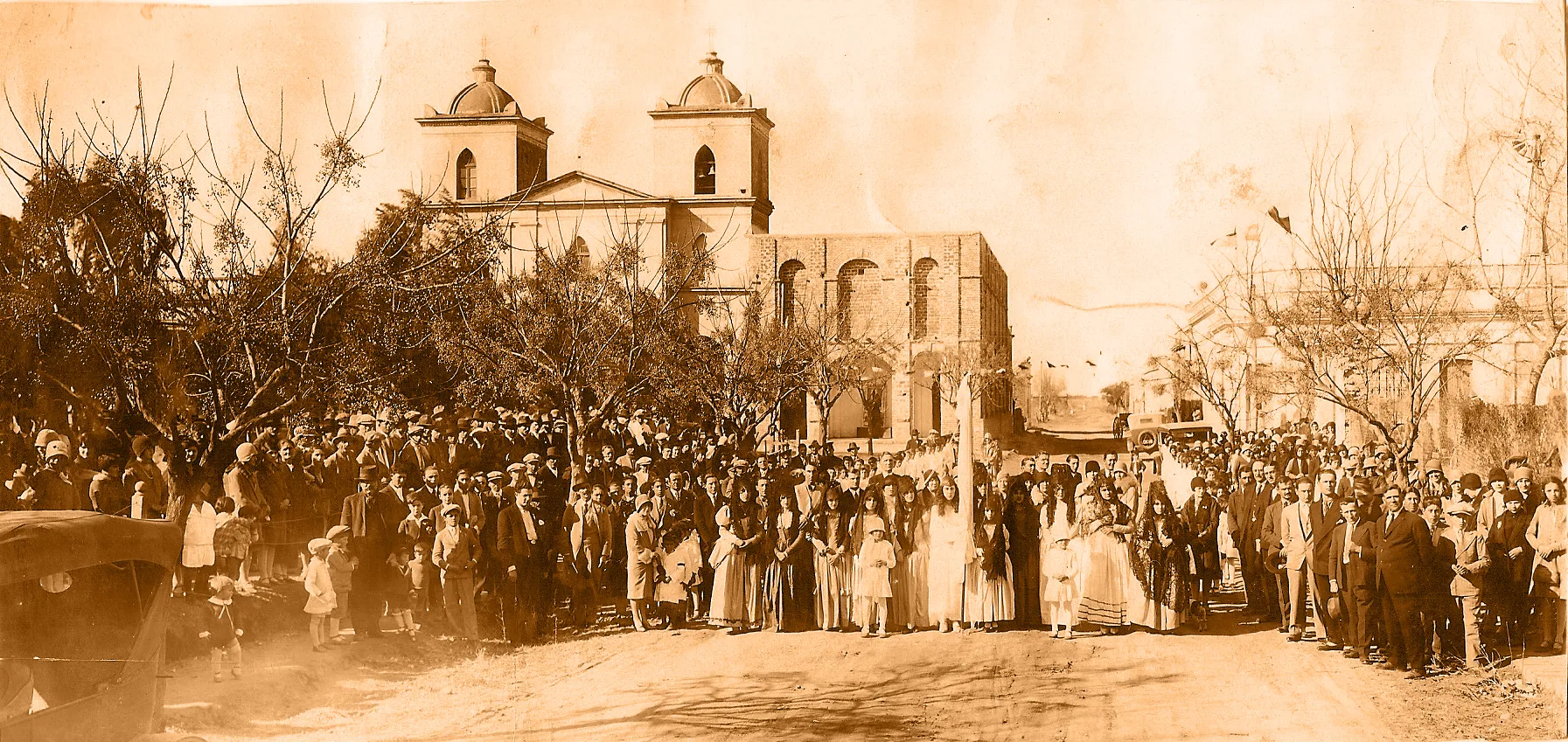
^{Vecinos de Villa Ascasubi, Córdoba, Argentina, durante los festejos por el Día de la Independencia. Año 1920.}

Importante para el desarrollo del pueblo fue la labor del cura párroco José Benard en las primeras décadas del siglo XX, a su iniciativa se debió la construcción del puente carretero sobre el río Tercero que sacó a la localidad del aislamiento.
Los ascasubienses lograron desde la década de 1950 que el estado provincial construyese rutas pavimentadas que los conecten con Oncativo y con Villa María, esta última en construcción en la década de 2020.
En 1968 se crea la Municipalidad de Villa Ascasubi, con sede frente a la plaza San Martín. El primer intendente fue el historiador local José Alberto Suescun (1968-1987), bajo cuyo impulso el pueblo alcanzó un importante desarrollo. En 1972 llegó el servicio de agua potable y la conexión con  Oncativo y Río Tercero. En esos años se definió la nomenclatura de las calles, con nombres de  próceres argentinos, personalidades locales como padre José Benard, el doctor Luis Brouwer de Koning y el primer farmacéutico, Dussan Alacevich, y primeros pobladores. 
Los intendentes Rebufatti, Luis Brouwer de Koning y Omar Rossetti llevaron adelante importantes gestiones para la construcción de la escuela secundaria  Hilario Ascasubi, ya fundada en 1972. Durante estas administraciones se amplió la escuela primaria, se construyeron nuevos barrios y llegó el gas natural.

## Geografía

### Clima

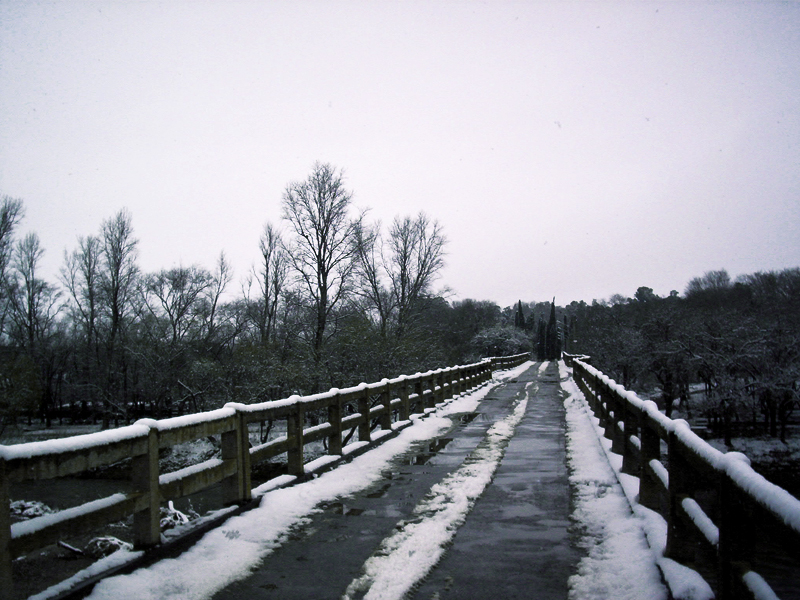
Puente viejo de Villa Ascasubi, fotografía tomada en el año 2007, las nevadas son raras en la localidad.

Templado con lluvias estivales. La temperatura media anual es de 18 °C, con veranos cálidos (40° de máxima) e inviernos frescos (hasta -3º) y secos. La precipitación promedio anual es de 700 mm.

### Flora y fauna
En la zona rural quedan unos pocos bosques autóctonos, formados principalmente por  espinillos, algarrobos, chañares y molles. A la vera del río se encuentran sauces. El resto del territorio está ocupado por plantaciones de soja, maní, sorgo y girasol.
Los principales mamíferos autóctonos son zorros, zorrinos, comadrejas, liebres, mulitas (exterminadas en el siglo XIX), pumas, venados de las pampas y guanacos, estos últimos también escasos. Entre los reptiles se encuentran lagartijas, iguanas y víboras de la cruz y yararás. También hay anfibios como el escuerzo. De las aves silvestres hay teros, lechuzas, urracas, horneros, ñandúes, caranchos, chimangos y palomas, que le han dado el apodo a los habitantes del pueblo.
La abundancia de aves hace que el avistamiento sea una actividad importante en la villa.
En el río se encuentran bagres y mojarras.
En la chacras de la región se hallan vacas, ovejas, perros y aves de corral.

## Economía
Los pobladores de la zona se dedican a la producción de cereales y oleaginosas, principalmente soja y maíz. En el siglo XXI, se ha desarrollado también el cultivo de maní, debido a la instalación de plantas de procesamiento del mismo. No obstante, en 2020 el cultivo de soja, ocupa el 60 % de la tierra agrícola.

## Turismo

### Lugares de interés
- Parroquia Inmaculada Concepción: Frente a la plaza San Martín se encuentra la iglesia principal, que se comenzó a construir en el año 1889 y fue inaugurada en el año 1901. Una iglesia de estilo neoclásico.
- Ruinas de la capilla de Rodríguez
- Antiguo puente Carretero o puente Viejo.[11]
- Cementerio municipal
- Balneario municipal José Alberto Suescun
- Senderos:[2]
  - “E79”, sobre la ruta provincial del mismo nombre, en una distancia de 690 m. sin desnivel y de moderada dificultad.
  - “Las Barrancas”, recorre la margen norte del río Ctalamochita.
  - “Puentes”: en la margen sur del río.
  - “Playas Oestes”: de 2,73 kilómetros, con un desnivel de 3 metros y escasa dificultad.
- Paseos fotográficos:
  - Postales Blancas, en la plaza de Los Inmigrantes.[2]
  - Paseo de los niños, a la vera de la ruta E79 con estatuas de personajes de historieta y animación.[6][2]
- Paseo "biosaludable" entre la ruta y el balneario.[2]
- La pesca del dorado en Villa Ascasubi es una actividad que ha ganado popularidad en los últimos años, atrayendo a pescadores de diferentes lugares que buscan la emoción de capturar a este pez conocido por su fuerza y combatividad.

## Deportes
En esta localidad se encuentra el Club Atlético Ascasubi, fundado el 19 de junio de 1919 como una institución deportiva dedicada al fútbol; con el paso del tiempo incorporó otras disciplinas deportivas, y en 1974 se fusionó con el club de tenis «Entre Nous».
El Atlético Ascasubi conquistó doce campeonatos en la Liga Regional Riotercerense de Fútbol. y 2 campeonatos provinciales (2011 y 2015). En el año 2012 hizo su primera incursión en un torneo oficial de AFA, participando en el Torneo del Interior (también denominado Argentino C) donde fue eliminado en la tercera fase ante Unión de Aconquija. El apodo oficial de los aficionados del club es: "palomeros".
En Villa Ascasubi se practican además otros deportes como patín, tenis y bochas con representación en torneos regionales, provinciales y nacionales.

## Cultura
A partir de los años 1970 se lleva a cabo un Festival de folclore, en la plaza Central.
Desde el año 2000, se realizan, en Carnaval, los Corsos de la Villa; un evento que convoca a visitantes de la región y de otras provincias. En el desfile participan carrozas alegóricas y comparsas. Hay eventos musicales y la celebración culmina con la elección de la reina del Carnaval y la quema de la efigie del Rey Momo. Todas las instituciones del pueblo participan en la confección de las carrozas, con materiales y apoyo de la municipalidad. Las imágenes de las mismas, después del evento, son colocadas a la vera de la ruta, en el paseo de los Niños, donde los ocasionales viajeros se detienen para tomarse fotos.

### Medios de comunicación
En Villa Ascasubi hay una radio FM, LRJ925 "Radio Capilla de Rodríguez" que opera en la frecuencia 106.1 MHz, y el canal de televisión local de cable 99, cuyo programa principal es Estudio 99 conducido por Germán Lanfranco y Soledad Ferreyra.

## Educación
- Jardín de Infantes, Merceditas de San Martín.

- Escuela de Nivel Primario, Miguel Gerónimo Ponce.[20]

- Escuela de Nivel Secundario con orientación en Economía y Administración de Empresas, IPEM 37 Coronel Hilario Ascasubi.[21]
- Escuela para adultos, dependiente de Río Tercero, CENMA.

## Parroquias de la Iglesia católica en Villa Ascasubi
| Diócesis  | Villa María           |
| --------- | --------------------- |
| Parroquia | Inmaculada Concepción |